# 石ノ森章太郎 生誕70周年記念 アクマイザー3 超神ビビューン MUSIC COLLECTION
- アクマイザー3 > 石ノ森章太郎 生誕70周年記念 アクマイザー3 超神ビビューン MUSIC COLLECTION
- 超神ビビューン > 石ノ森章太郎 生誕70周年記念 アクマイザー3 超神ビビューン MUSIC COLLECTION

『石ノ森章太郎 生誕70周年記念 アクマイザー3 超神ビビューン MUSIC COLLECTION』（いしのもりしょうたろうせいたんななじゅっしゅうねんきねん アクマイザースリー ちょうじんビビューン ミュージックコレクション）は、2009年9月18日にコロムビアミュージックエンタテインメント（現・日本コロムビア）から発売された『アクマイザー3』『超神ビビューン』のアルバムCD。

## 概要
石ノ森章太郎の生誕70周年記念を記念して発売されたアルバムCDであり、『アクマイザー3』とその続編『超神ビビューン』の曲を収録している。両作品とも渡辺宙明が作・編曲を手がけた。
発売された同日、『石ノ森章太郎 生誕70周年記念 宇宙鉄人キョーダイン MUSIC COLLECTION』も発売された。
解説書には、金田治と荒木しげる（『ビビューン』月村圭 / ビビューン役）の対談も収録されている。
なお、『アクマイザー3』の劇伴は『機動刑事ジバン』でも一部流用されてる。

## 収録曲リスト

### ディスク1
1. 勝利だ!アクマイザー3（TVサイズ）
2. 空飛ぶ幽霊船
3. ダウンワールドから来た男
4. 地底世界へ
5. われらアクマイザー3!
6. 花の精ダルニア
7. アクマ族急襲!
8. 母の面影
9. アクマ族を追え!
10. 頼もしき仲間たち
11. アクマ族、それぞれの絆
12. ザビタンの魔法力
13. 猛襲!メザロード
14. 無敵のジャンケル
15. 平和を求めて
16. サブタイトル音楽コレクション
17. ゲベルの陰謀 われら平和党四人衆!
18. ダルニアの策略
19. ザビタンの決意
20. アクマイザー3最後の戦い
21. 明日へのカプセル
22. すすめザイダベック（TVサイズ）

### ディスク2
1. 斗え!!超神ビビューン（TVサイズ）
2. 運命の十字星
3. バックベアードの呪い
4. 超神ビビューン誕生!
5. アクマイザー3からの贈り物
6. 妖しの気配
7. 怪事件調査
8. 跳梁する妖怪
9. 闘う3超神
10. ショートピース・コレクション
11. 平穏な時間
12. ダイマ研究所の異変
13. 大魔王総攻撃~ベニシャークの死
14. 奇跡の超神アタック
15. われらの超神ビビューン（TVサイズ）
16. 勝利だ!アクマイザー3
17. 無敵のジャンケル
18. 進めギャリバード
19. ぼくらのザビタン
20. せっしゃとワイの技くらべ
21. 五つの謎のアクマイザー
22. すすめザイダベック
23. 斗え!!超神ビビューン
24. われらの超神ビビューン